# World Series of Poker Europe

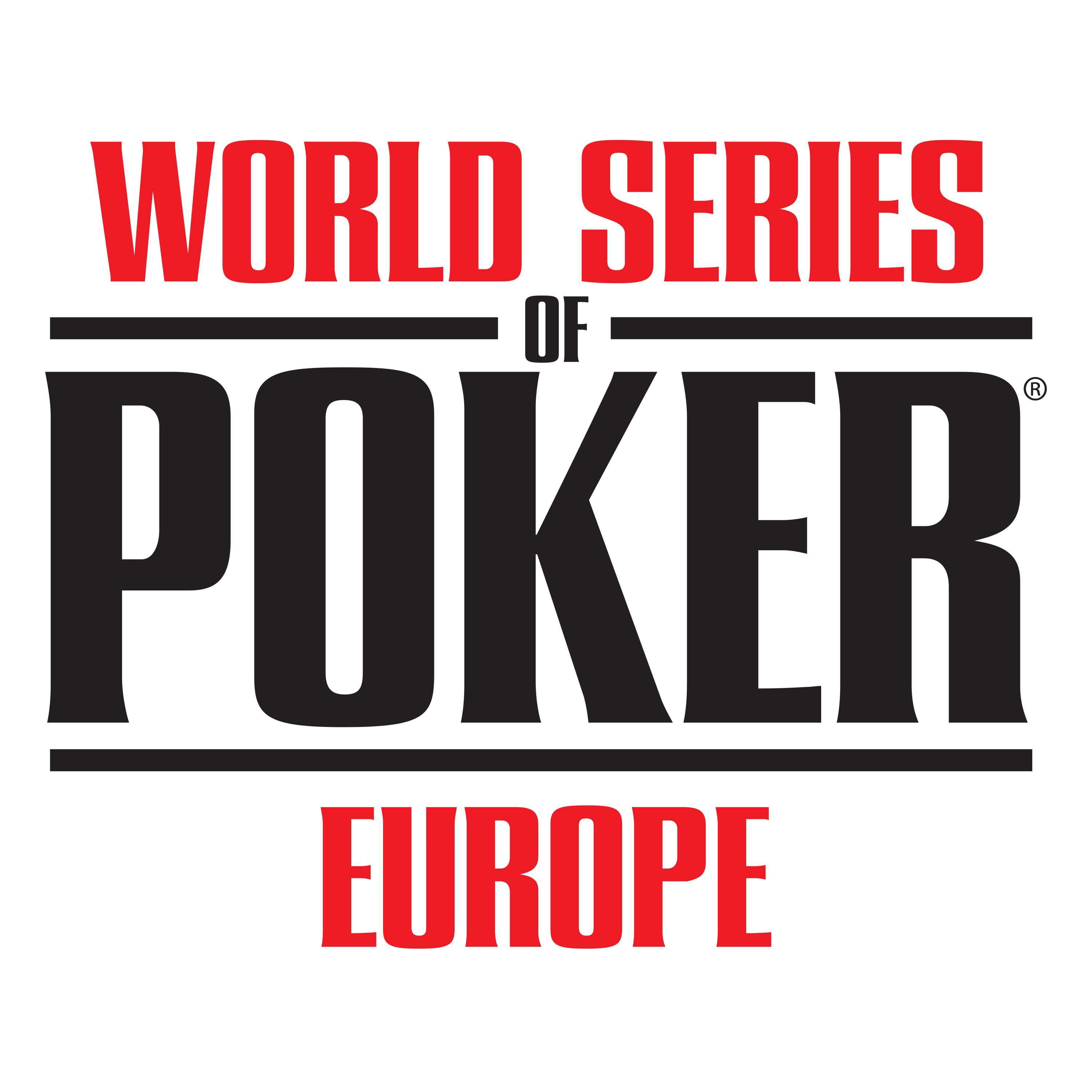
Logo World Series of Poker Europe

World Series of Poker Europe (WSOPE) je evropskou odnoží lasvegaské World Series of Poker. Jedná se o první rozšíření pokerových turnajů WSOP mimo území Spojených států amerických. Stejně jako v Las Vegas, i vítězové evropských turnajů WSOP na památku svého triumfu obdrží zlatý náramek. První festival WSOPE v září roku 2007 hostilo londýnské The Empire Casino, vítěz úvodního £2.500 H.O.R.S.E.eventu Thomas Bihl se stal prvním hráčem, který získal zlatý náramek mimo americké území. Do hlavního turnaje s buy-inem £10.000 se tehdy zaregistrovalo 362 hráčů a hlavní odměnu ve výši £1.000.000 získala Norka Annette Obrestad. Z výhry v turnaji se radovala den před svými devatenáctými narozeninami a v tu dobu se stala nejmladším hráčem, který si zajistil zisk zlatého náramku.
V roce 2017 se festival WSOPE vůbec poprvé uskutečnil v České republice, pořadatelství bylo přiděleno kasinu King's v Rozvadově. Během festivalu bylo odehráno v rámci WSOPE rekordních 11 náramkových turnajů, ve třech z nich dokázali zvítězit čeští hráči.

## WSOPE 2017 v České republice
V roce 2016 podepsali zástupci rozvadovského kasina King's smlouvu, která jim zajistila pořadatelství nadcházejících dvou edicí festivalu WSOPE v letech 2017 a 2019. Premiéra World Series of Poker Europe v České republice se odehrála v termínu od 17. října do 10. listopadu 2017, v jejím rámci bylo odehráno na poměry WSOPE rekordních 11 turnajů, jejichž vítězové získali zlaté náramky.
Ve třech z těchto turnajů se podařilo zvítězit domácím hráčům, od počátku WSOP v roce 1970 přitom zlatý náramek získali pouze Tomáš Junek v roce 2012 a Artur Rudziankov v létě 2017. Třetím českým majitelem náramku se stal Martin Kabrhel, který zvítězil v No Limit Hold'em Super Turbo Bounty eventu s buy-inem €1.100 a společně s náramkem získal odměnu €53.557. O další český triumf se postaral Lukáš Záškodný, který zvítězil v Pot Limit Omaha 8-Max eventu s buy-inem €2.200. Záškodný se stal prvním českým hráčem, který svůj náramek získal v turnaji hraném v jiné herní variantě než je No Limit Hold'em. Pátým a doposud posledním českým šampionem WSOP se stal Matouš Skořepa, který nenašel přemožitele v No Limit Hold'em Colossus eventu, ve kterém byl buy-in ve výši €550 zaplacen v 4.115 případech. Za vítězství v nejpočetnějším hráčském poli v historii WSOPE Skořepa získal odměnu €270.015.
V hlavním turnaji festivalu s buy-inem €10.350 bylo zaplaceno 529 vstupů, šampionem a majitelem hlavní odměny ve výši €1.115.207 se stal Španěl Marti Roca de Torres. Čech Michal Mrakeš byl v Main Eventu vyřazen na 14. místě s odměnou €46.594, jedná se o nejlepší výsledek, kterého český hráč v historii Main Eventů WSOPE dosáhl.
Během jedenácti náramkových turnajů bylo v Rozvadově napočítáno 7.689 registrací a v prizepoolech se sešlo €25.442.796.

## Výsledky Main Eventů WSOPE
| Rok  | Vítěz                | Vítězná odměna | Počet vstupů | Runner-Up           |
| ---- | -------------------- | -------------- | ------------ | ------------------- |
| 2007 | Annette Obrestad     | £1.000.000     | 362          | John Tabatabai      |
| 2008 | John Juanda          | £868.800       | 362          | Stanislav Alekhin   |
| 2009 | Barry Shulman        | £801.603       | 334          | Daniel Negreanu     |
| 2010 | James Bord           | £830.401       | 346          | Fabrizio Baldassari |
| 2011 | Elio Fox             | €1.400.000     | 593          | Chris Moorman       |
| 2012 | Phil Hellmuth        | €1.058.403     | 420          | Sergii Baranov      |
| 2013 | Adrián Mateos        | €1.000.000     | 375          | Fabrice Soulier     |
| 2015 | Kevin MacPhee        | €883.000       | 313          | David Lopez         |
| 2017 | Marti Roca de Torres | €1.115.207     | 529          | Gianluca Speranza   |